# HD 220035
HD 220035 är en ensam stjärna belägen i den norra delen av stjärnbilden Vattumannen. Den har en skenbar magnitud av ca 6,17 och är mycket svagt synlig för blotta ögat där ljusföroreningar ej förekommer. Baserat på parallaxmätning inom Hipparcosuppdraget på ca 8,8 mas, beräknas den befinna sig på ett avstånd på ca 370 ljusår (ca 113 parsek) från solen. Den rör sig närmare solen med en heliocentrisk radialhastighet på ca -2 km/s.

## Egenskaper
HD 220035 är en orange till gul jättestjärna av spektralklass K5 III. Den har en radie som är ca 9 solradier och har ca 57 gånger solens utstrålning av energi från dess fotosfär vid en effektiv temperatur av ca 4 700 K.